# Jenny Schäfer
Jenny Schäfer (* 1985 in Kassel) ist eine deutsche Bildende Künstlerin und Autorin.

## Werdegang
Schäfer absolvierte von 2008 bis 2012 ein Bachelorstudium „Kunst auf Lehramt an Sonderschulen“ an der Universität Hamburg und der HfbK Hamburg bei Achim Hoops, Silke Grossmann und Alexander Rischer. Anschließend begann sie ein Studium der Bildenden Kunst (Fotografie) an der HfbK Hamburg bei Silke Grossmann, Arne Schmitt und Katharina Gaenssler, das sie 2015 als Master of fine Arts abschloss. Schäfer wirkt als Bildende Künstlerin und Autorin im Künstlerhaus FRISE in Hamburg-Ottensen. Sie entwickelt installative Arrangements ihrer Fotografien in Kombination mit Objekten und Texten in Gruppen- und Einzelausstellungen.
2023 gehörte Schäfer der Jury für die von der Stadt Hamburg vergebenen Arbeitsstipendien für bildende Kunst an.

## Rezensionen
In einer Rezension für die Frankfurter Allgemeine Zeitung hob Emilia Kröger die inhaltliche Direktheit und formale Experimentierfreude in Schäfers 2023 erschienenem Buch Arbeitstage hervor, das sie als abwechslungsreich, nahbar und gesellschaftspolitisch aufschlussreich empfand. Wie in einem als Tagebuch geschriebenen Roman beschreibe Schäfer in dem Buch sowohl ihre künstlerische Arbeit als auch Lohnarbeit und ihre Mutterschaft zu Corona-Zeiten. Knappe Beobachtungen und Auflistungen („Kindergarten, Impfung, Fotojob, Schlechte Laune“) würden sich mit selbstreflexiven Ausschweifungen über das Schreiben oder Muttersein von ihrem Alltag abwechseln. Schäfer nutze dabei nach dem Empfinden von Kröger eine Sprache, die an Chat-Nachrichten mit der besten Freundin erinnere, andererseits aber auch poetische Passagen entstehen lasse und kunstphilosophische Höhenflüge ermögliche.
Im Fernsehmagazin Kulturzeit pries Joshua Groß Schäfers Buch String figures als „tolles Buch“, das er jedem empfehle, der „sich darin üben möchte, neue Wahrnehmungsmöglichkeiten zu erproben, also die verzerrte Welt so zu sehen, wie sie sich momentan anfühlt und vielleicht sogar auch ist“.

## Auszeichnungen (Auswahl)
- 2018: Arbeitsstipendium für bildende Kunst der Stadt Hamburg[5]
- 2019: Klaus-Kröger-Atelierstipendium des Forum für Künstlernachlässe[6]
- 2019: Projekt „Exercising Modernity“ des Witold Pilecki Instituts Berlin[7]
- 2021: Kunststipendium der Zeit-Stiftung[8]
- 2021: Hamburger Literaturpreis in der Kategorie „Lyrik, Drama, Experimentelles“ für ihren Prosatext „Ein halbes Jahr Arbeit“[9]
- 2023: Residenzstipendium, Neue Werkstatt für Fotografie, klub solitär, Chemnitz.[10]
- 2023: Residenzstipendium Künstlerhaus Lukas

## Publikationen (Auswahl)
- Arbeitstage. Sukultur, Berlin 2023, ISBN 978-3-95566-147-2.
- Durch Fenster reden. Sukultur, Berlin 2021. ISBN 978-3-95566-129-8.
- Gehen, das ich erinnere. In: Michael Watzka, Moritz Müller-Schwefe (Hrsg.): metamorphosen 27 – gehen. Verbrecherverlag, Berlin 2020. ISBN 978-3-95732-459-7.
- String figures. Sukultur, Berlin 2. Auflage 2020. ISBN 978-3-95566-116-8.
- Wie aus weiter Ferne. In: Speichern/akkumulieren: 10 Positionen von 10 Künstlerinnen und Künstlern aus 2016. Hyperzineverlag, Hamburg 2017. ISBN 978-3-938218-86-0.
- mit Nina Lucia Groß: Mystery hystery. Textem Hamburg 2016. ISBN 978-3-86485-160-5.